# Mormia banatica
Mormia banatica är en tvåvingeart som beskrevs av Vaillant 1974. Mormia banatica ingår i släktet Mormia och familjen fjärilsmyggor. Inga underarter finns listade i Catalogue of Life.